# Некрасове (Курманський район)
Некра́сове (крим. Nekrasove, до 1948 року — населений пункт 3-го відділення радгоспу Більшовик) — село Курманського району Автономної Республіки Крим.

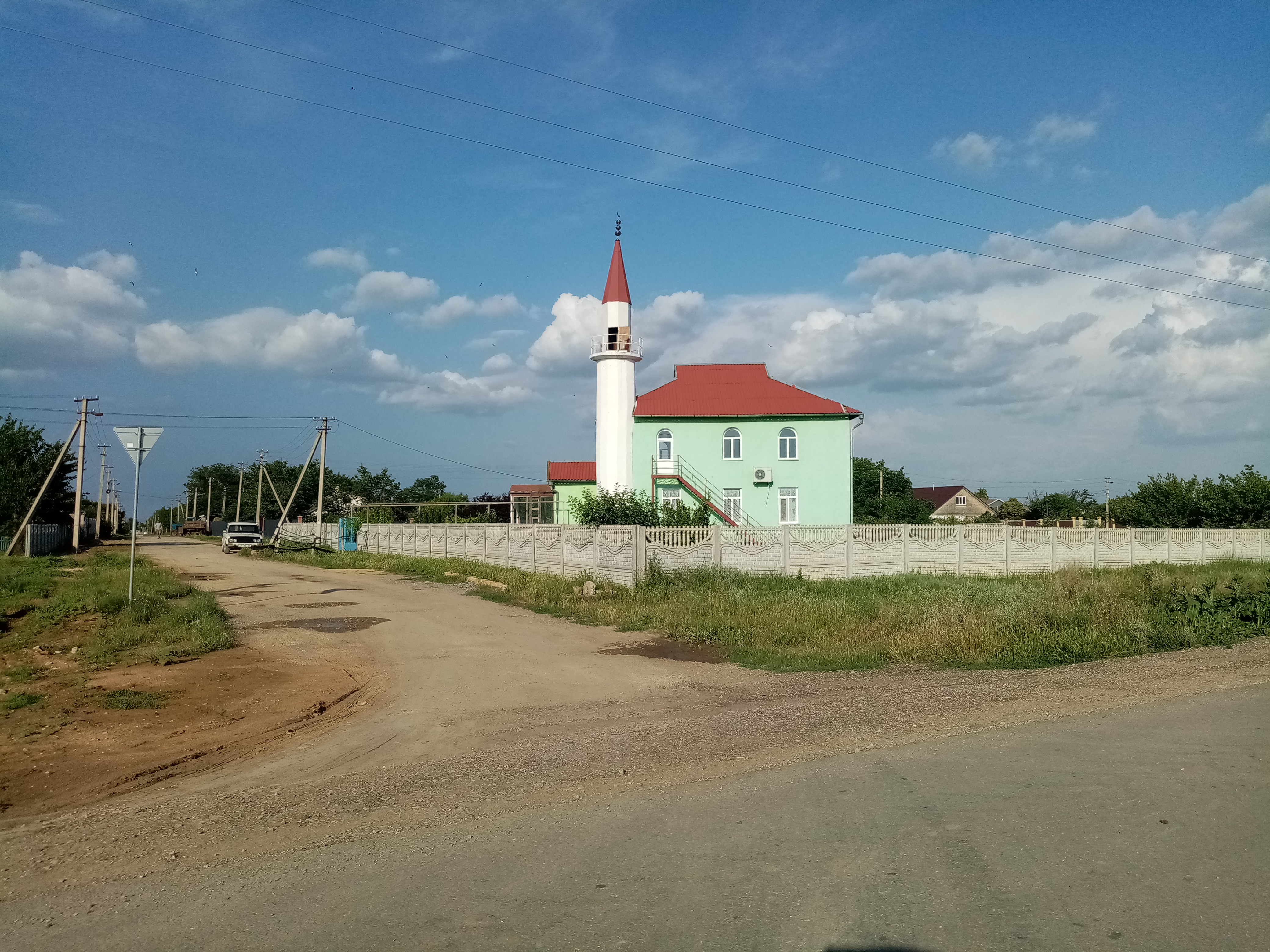
Мечеть в селі, 2021 рік.

Відстань від райцентру до населеного пункту становить 8 кілометрів по прямій.
У 2023 році у проєкті Постанови Верховної Ради України «Про перейменування деяких населених пунктів Автономної Республіки Крим» село запропоновано перейменувати на Придорожнє.